# Amagerbro station
Amagerbro station är en tunnelbanestation i stadsdelen Amagerbro i Köpenhamn på linje M2 på Köpenhamns metro.
Den nedlagda Amagerbanens slutstation låg i närheten av dagens metrostation. 